# Kardos
Kardos è un comune dell'Ungheria di 795 abitanti (dati 2001) . È situato nella contea di Békés.